# Крылов, Владимир Викторович (нейрохирург)
Влади́мир Ви́кторович Крыло́в (род. 11 марта 1957 года, Альметьевск) — российский нейрохирург, академик Российской академии наук, профессор, доктор медицинских наук, директор института функциональной нейрохирургии ФГБНУ «Российский центр неврологии и нейронаук», заведующий кафедрой фундаментальной нейрохирургии института нейронаук и нейротехнологий Российского национального исследовательского медицинского университета имени Н. И. Пирогова, главный научный сотрудник отделения нейрохирургии НИИ СП им. Н. В. Склифосовского, главный внештатный нейрохирург Министерства здравоохранения РФ.

## Биография
Владимир Викторович Крылов родился 11 марта 1957 года в Альметьевске. В 1981 году окончил Первый Ленинградский медицинский институт имени академика И. П. Павлова.
В 1982 году начал работать в НИИ скорой помощи им. Н. В. Склифосовского младшим, позднее старшим научным сотрудником отделения неотложной нейрохирургии, где трудился его учитель — профессор Вячеслав Васильевич Лебедев. В 1988 году защитил кандидатскую диссертацию на тему «Прогноз исхода ранних операций при разрыве аневризм головного мозга», а в 1994 году — докторскую диссертацию на тему «Раннее хирургическое лечение внутричерепных артериальных аневризм при сосудистом спазме и ишемии мозга».
С 1993 по 2010 год был главным нейрохирургом Департамента здравоохранения Москвы. С 1994 по 2017 год руководил отделением неотложной нейрохирургии НИИ скорой помощи им. Н. В. Склифосовского.
С 2003 года является заведующим кафедрой нейрохирургии и нейрореанимации МГМСУ им. А. И. Евдокимова.
В 2005 году был избран членом-корреспондентом Российской академии медицинских наук. В 2011 году избран действительным членом РАМН по специальности «нейрохирургия».
С 2010 года курирует ФГБУ «Федеральный центр нейрохирургии» Министерства здравоохранения РФ в Тюмени. С 2012 года курирует ФГБУ «Федеральный центр нейрохирургии» Министерства здравоохранения РФ в Новосибирске.
С 2013 года является академиком Российской академии наук.
С 2014 года — главный внештатный нейрохирург Министерства здравоохранения РФ.
С 2016 года — директор Клинического Медицинского Центра МГМСУ им. А. И. Евдокимова.
С 2019 года директор Университетской клиники МГМСУ им. А. И. Евдокимова.
С 2020 года — советник ректора МГМСУ им Евдокимова
С 2022 по 2025 год — заведующий кафедрой фундаментальной нейрохирургии ИНОПР Российского национального исследовательского медицинского университета имени Н. И. Пирогова. 
С октября 2024 года — директор института функциональной нейрохирургии Российского центра неврологии и нейронаук.
С 2025 года — заведующий кафедрой фундаментальной нейрохирургии Института нейронаук и нейротехнологий Российского национального исследовательского медицинского университета имени Н. И. Пирогова.

## Профессиональная и научная деятельность
Основным направлением научной деятельности Владимира Викторовича является разработка и внедрение в практику инновационных методов диагностики и лечения неотложных состояний в нейрохирургии.
Под его руководством проведены исследования по проблемам диагностики и лечения артериальных аневризм головного мозга, артерио-венозных мальформаций, геморрагического и ишемического инсультов, черепно-мозговой и позвоночно-спинальной травмы, сочетанной черепно-мозговой и спинальной травмы, огнестрельных ранений ЦНС, повреждений головного мозга нелетальным оружием, лечению внутричерепной гипертензии и острого дислокационного синдрома, хронической ишемии головного мозга, фармакорезистентной эпилепсии, интенсивной терапии неотложных состояний в нейрохирургии.
Крыловым В. В. впервые разработаны и внедрены многие методы минимально инвазивной хирургии травматических и нетравматических внутричерепных кровоизлияний. Внедрены методы микрохирургии аневризм головного мозга в остром периоде кровоизлияния, хирургической профилактики и лечения сосудистого спазма и ишемии мозга с использованием метода фибринолиза при субархнаидальном кровоизлиянии. Внедрены методы нейронавигации, видеоэндоскопии и фибринолиза при внутричерепных кровоизлияний различного генеза.
Разработаны и внедрены методы шунтирующих операций с использованием высокопоточных анастамозов при острой ишемии головного мозга.
Кардинально пересмотрен взгляд на хирургическое лечение острого дислокационного синдрома, разработаны методы внутренней и наружной декомпрессии головного мозга. На стыке специальностей — нейрохирургии и реаниматологии и на основании современных принципов доказательной медицины разработана система проведения интенсивной терапии у больных с внутричерепными кровоизлияниями различной этиологии.
Совместно с коллегами разработал и внедрил методы диагностики, микрохирургии и видеоэндоскопии повреждений спинного мозга.
Активно занимается внедрением методов хирургии при лечении фармакорезистентной эпилепсии.
Является автором более 1200 научных работ, среди которых 37 монографий, учебных пособий и руководств. Основатель и главный редактор рецензируемого журнала «Нейрохирургия», который издается с 1998 года, входит в перечень ВАК и прочно занял ведущее место в ряду научной периодической литературы по специальности в России и ближнем зарубежье. Является членом редколлегий целого ряда научных отечественных и зарубежных журналов.
В. В. Крыловым создана школа специалистов, известных работами по неотложной нейрохирургии и нейрореанимации. Под его руководством защищены 63 кандидатских и 24 докторских диссертаций. Прекрасный лектор, требовательный организатор.
Является автором 46 патентов на изобретение.
С 2007 года принимает активное участие в развитии «сосудистой» программы в РФ.
С 2020 года активно участвует в реализации пилотного проекта МЗ РФ по внедрению методов хирургии фармакорезистентной эпилепсии. Ведёт организационно-методическую работу в отделениях нейрохирургии в РФ (в городах: Магадан, Владивосток, Тюмень, Новосибирск, Хабаровск, Якутск, Волгоград, Нальчик, Калининград, Калуга, Нижний Новгород, Воронеж, Пермь, Махачкала и др.).
В 2010 году при непосредственном участие В. В. Крылова организован федеральный центр нейрохирургии в Тюмени, а в 2012 — в Новосибирске.
С 2002 года под руководством В. В. Крылова впервые были организованы и проводятся мастер-классы посвящённые хирургическому лечению аневризм головного мозга и гипертензивных гематом, хирургическому лечению черепно-мозговой травмы, хирургическому лечению позвоночно-спинальной травмы и дегенеративных заболеваний позвоночника и спинного мозга, интенсивной терапии в нейрохирургии, хирургической реваскуляризации головного мозга, хирургическому лечению эпилепсии.
Является членом президиума ВАК РФ, членом диссертационных советов НИИ СП им. Н. В. Склифосовского и ННПЦ нейрохирургии им. Н. Н. Бурденко.
Первый вице-президент Ассоциации нейрохирургов России, член Европейской и Всемирной ассоциаций нейрохирургов.

## Награды и звания
- 1995 и 1998 — Премии Мэра Москвы в области медицины.
- 2003 — Государственная премия Российской Федерации за цикл работ «Острые внутричерепные кровоизлияния: изучение патогенеза и внедрение новых технологий в диагностику и хирургическое лечение»[14].
- 2004 — почётное звание «Заслуженный деятель науки Российской Федерации»[15].
- 2005 — Премия «Своя колея»[16].
- 2007 — Премия лучшим врачам России «Призвание» в номинации «За проведение уникальной операции, спасшей жизнь человека» — за проведение серии уникальных операций по спасению парализованной пациентки с множественными травмами и переломами позвоночника.
- 2009 — Медаль «За заслуги перед Чеченской Республикой»[17].
- 2011 — Орден Почёта[18].
- 2013 — Премия Правительства РФ за работу «Разработка и внедрение в практику комплекса методов минимально инвазивной нейрохирургии при заболеваниях и травмах спинного мозга и позвоночника».
- 2014 — Звание «Почетный работник здравоохранения Тюменской области»[19].
- 2014 — Медаль «За заслуги перед отечественным здравоохранением»
- 2017 — Орден «За заслуги перед Кабардино-Балкарской Республикой» — за большой личный вклад в развитие здравоохранения Кабардино-Балкарской Республики
- 2019 — Премия города Москвы 2019 года в области медицины за проект «Новые технологии в диагностике и лечении болезней мозга; от нейронаук к мультидисциплинарной клинической практике и поддержанию психического здоровья»[20].
- 2021 — Золотая медаль РАН имени Н. Н. Бурденко за работу «Разработка и внедрение инновационных методов диагностики и хирургического лечения тяжелой черепно-мозговой травмы».
- 2022 — Премия Правительства Российской Федерации в области науки и техники «За разработку и внедрение в клиническую практику методов сосудистой нейрохирургии и интенсивной терапии при острой цереброваскулярной патологии».
- 2024 – Премия лучшим врачам России "Призвание" в номинации "За создание нового метода лечения" за работу "Высокопоточное шунтирование в хирургии сложных аневризм артерий головного мозга"[21].
- 2024 - Орден Дружбы народов (Башкортостан).
- 2024 - Медаль «300 лет Российской академии наук».
- 2025 - Премия города Москвы в области медицины за проект «Разработка и внедрение методов хирургического восстановления мозгового кровотока» [22].
- За достижение в нейрохирургии награждён: премией им. проф. А. Л. Поленова, премией им. проф. П. Я. Гапонюка, медалью С. С. Юдина «За заслуги в неотложной медицине», орденом Николая Пирогова Европейской академии медицинских наук, орденом Святителя Луки Крымского Украинской Православной Церкви «За развитие медицинской помощи в Республике Крым», медалью им. академика Ф. А. Сербиненко, медалью им. академика Ф. Г. Углова «За значительный вклад в развитие хирургии», медалью имени профессора В. В. Лебедева «За заслуги в неотложной нейрохирургии», медалью имени В. Л. Лесницкой «За организацию нейрохирургической помощи в республике Крым», медалью имени И. Я. Сендульского «За инновации в лечении патологии головы и шеи».